# Російський університет спецназу імені В. В. Путіна
Російський університет спецназу імені В. В. Путіна (рос. Российский университет спецназа имени В. В. Путина) — приватний навчальний заклад у Чеченській республіці для забезпечення професійної підготовки спецпризначенців. Розташований в місті Гудермес.

## Історія
29 жовтня 2024 року будівлю університету було атаковано українськими ударним БпЛА.